# Balaguier-d'Olt
Balaguier-d'Olt est une commune française située dans le département de l'Aveyron en région Occitanie.

## Géographie

### Localisation et communes limitrophes
La commune de Balaguier-d'Olt se trouve au nord-ouest  du département de l'Aveyron, dans la petite région agricole du Bas Quercy. Elle se situe à 66 km par la route de Rodez, préfecture du département, à 25 km de Villefranche-de-Rouergue, sous-préfecture et à 14 km de Capdenac-Gare, bureau centralisateur du canton de Lot et Montbazinois dont dépend la commune depuis 2015. La commune fait en outre partie du bassin de vie de Figeac.
Les communes les plus proches sont, : Saint-Pierre-Toirac (46) (1,5 km), Frontenac (46) (1,8 km), Larroque-Toirac (46) (2,4 km), Ambeyrac (2,7 km), Foissac (2,9 km), Montsalès (3,7 km), Carayac (46) (4,7 km), Faycelles (46) (4,8 km), Montbrun (46) (6,0 km).

### Paysages et relief
La commune de Balaguier se situe à l'extrémité sud-ouest du canton de Capdenac-Gare auquel elle appartient. Cette commune est délimitée à l'ouest par la rivière du Lot. Deux principaux villages constituent celle-ci : Balaguier-d'Olt et Vernet-le-Bas.
Le territoire communal se divise en deux parties : d'une part, la vallée du Lot constituée de marnes du Toarcien et d'autre part, le plateau calcaire surplombant celle-ci.

### Hydrographie

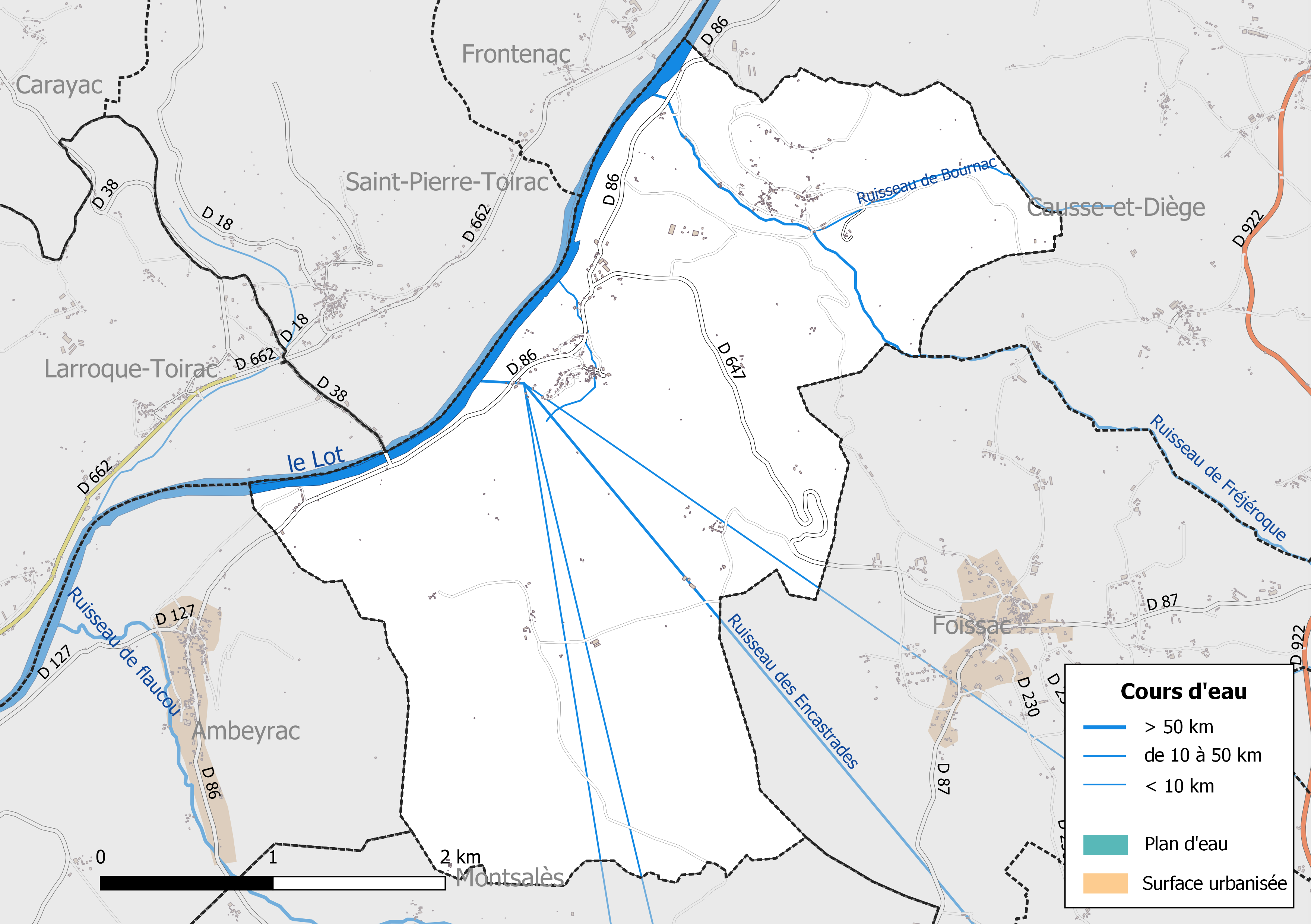
Réseaux hydrographique et routier de Balaguier-d'Olt.

La commune est drainée par le Lot, le ruisseau de Fréjéroque, le ruisseau des Encastrades, le ruisseau de Bournac et par divers petits cours d'eau.
Le Lot prend sa source à 1272 m d’altitude sur la montagne du Goulet (nord du Mont Lozère), dans la commune de Cubières (48), et se jette  dans la Garonne à Monheurt (47), après avoir parcouru 484 km et traversé 129 communes.

### Climat
Pour des articles plus généraux, voir Climat de l'Occitanie et Climat de l'Aveyron.
En 2010, le climat de la commune est de type climat océanique altéré, selon une étude s'appuyant sur une série de données couvrant la période 1971-2000. En 2020, Météo-France publie une typologie des climats de la France métropolitaine dans laquelle la commune est dans une zone de transition entre le climat océanique altéré et le climat de montagne et est dans la région climatique Ouest et nord-ouest du Massif Central, caractérisée par une pluviométrie annuelle de 900 à 1 500 mm, maximale en automne et en hiver.
Pour la période 1971-2000, la température annuelle moyenne est de 12,7 °C, avec une amplitude thermique annuelle de 15,4 °C. Le cumul annuel moyen de précipitations est de 979 mm, avec 11,2 jours de précipitations en janvier et 6,4 jours en juillet. Pour la période 1991-2020, la température moyenne annuelle observée sur la station météorologique la plus proche, située sur la commune de Villefranche-de-Rouergue à 20 km à vol d'oiseau, est de 12,6 °C et le cumul annuel moyen de précipitations est de 865,1 mm,. Pour l'avenir, les paramètres climatiques de la commune estimés pour 2050 selon différents scénarios d'émission de gaz à effet de serre sont consultables sur un site dédié publié par Météo-France en novembre 2022.

### Milieux naturels et biodiversité
L’inventaire des zones naturelles d'intérêt écologique, faunistique et floristique (ZNIEFF) a pour objectif de réaliser une couverture des zones les plus intéressantes sur le plan écologique, essentiellement dans la perspective d’améliorer la connaissance du patrimoine naturel national et de fournir aux différents décideurs un outil d’aide à la prise en compte de l’environnement dans l’aménagement du territoire.
Le territoire communal de Balaguier-d'Olt comprend deux ZNIEFF de type 1, : les « bois et prairies de Montsales » (203,1 ha) et le « cours moyen du Lot » (1 543 ha) et une ZNIEFF de type 2, : la « moyenne vallée du Lot » (7 893 ha), qui s'étend sur 36 communes dont 28 dans le Lot et 8 dans l'Aveyron.

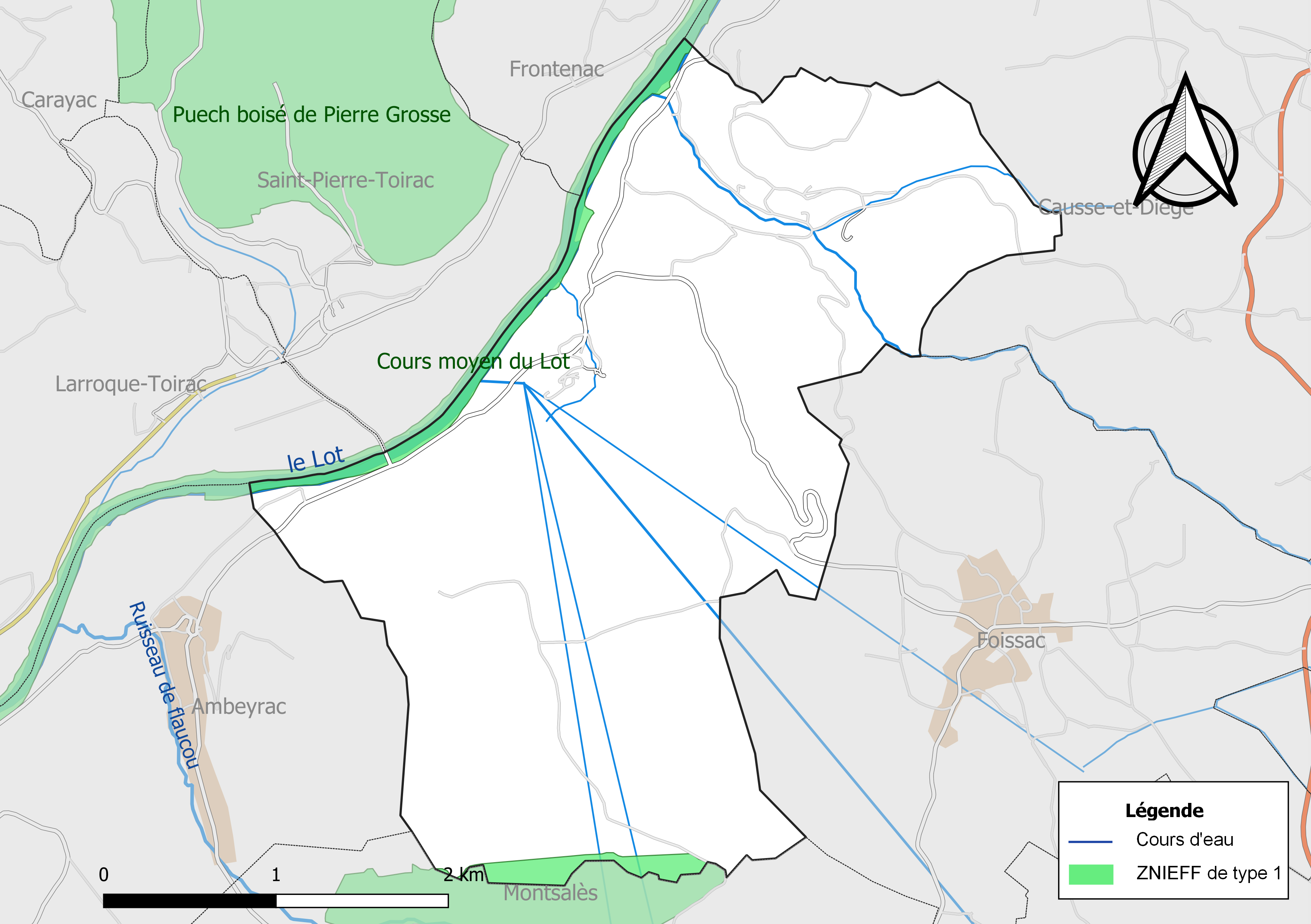
Carte des ZNIEFF de type 1 de la commune.
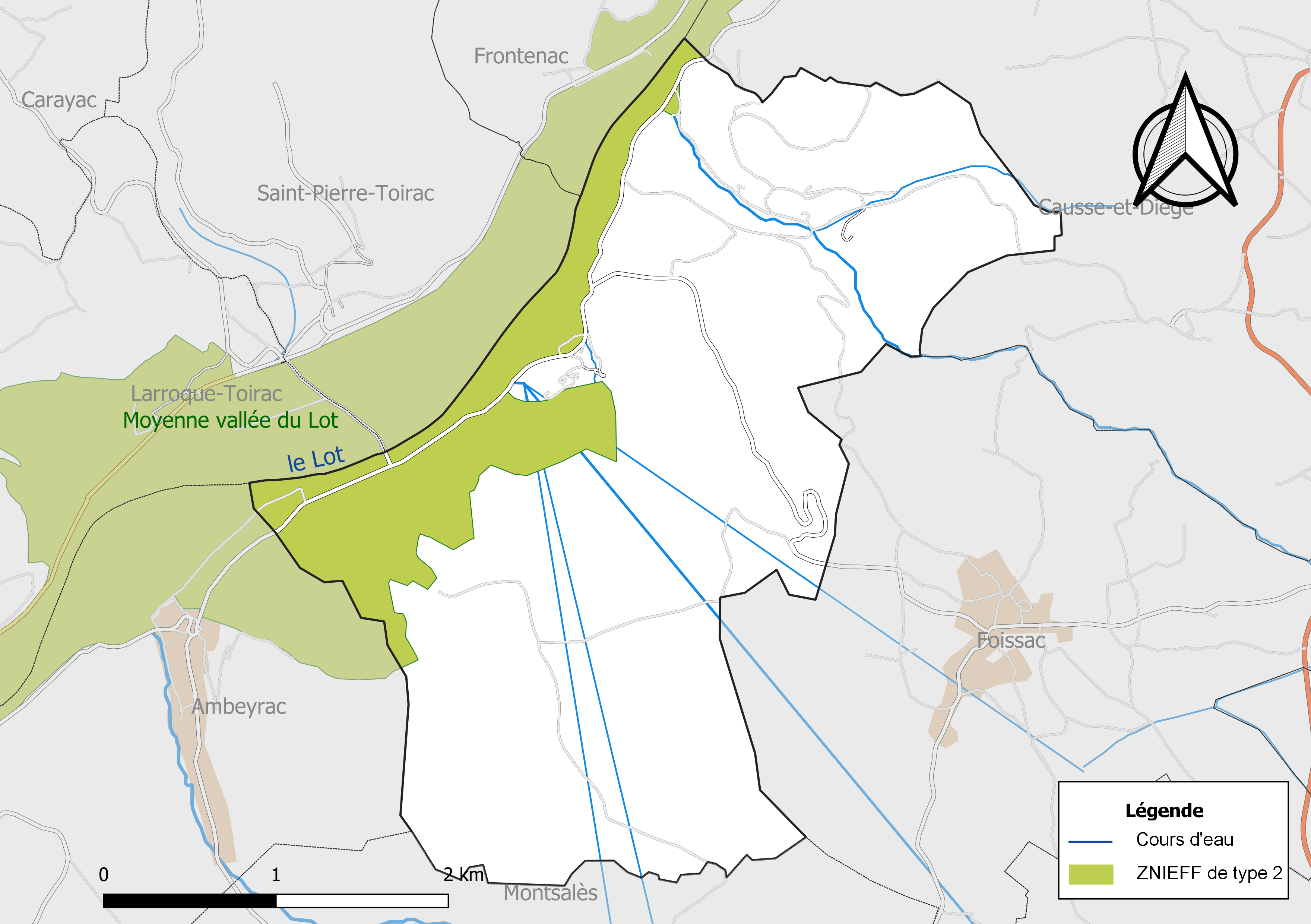
Carte de la ZNIEFF de type 2 de la commune.

## Urbanisme

### Typologie
Au 1er janvier 2024, Balaguier-d'Olt est catégorisée commune rurale à habitat très dispersé, selon la nouvelle grille communale de densité à 7 niveaux définie par l'Insee en 2022.
Elle est située hors unité urbaine. Par ailleurs la commune fait partie de l'aire d'attraction de Figeac, dont elle est une commune de la couronne,. Cette aire, qui regroupe 59 communes, est catégorisée dans les aires de moins de 50 000 habitants,.

### Occupation des sols

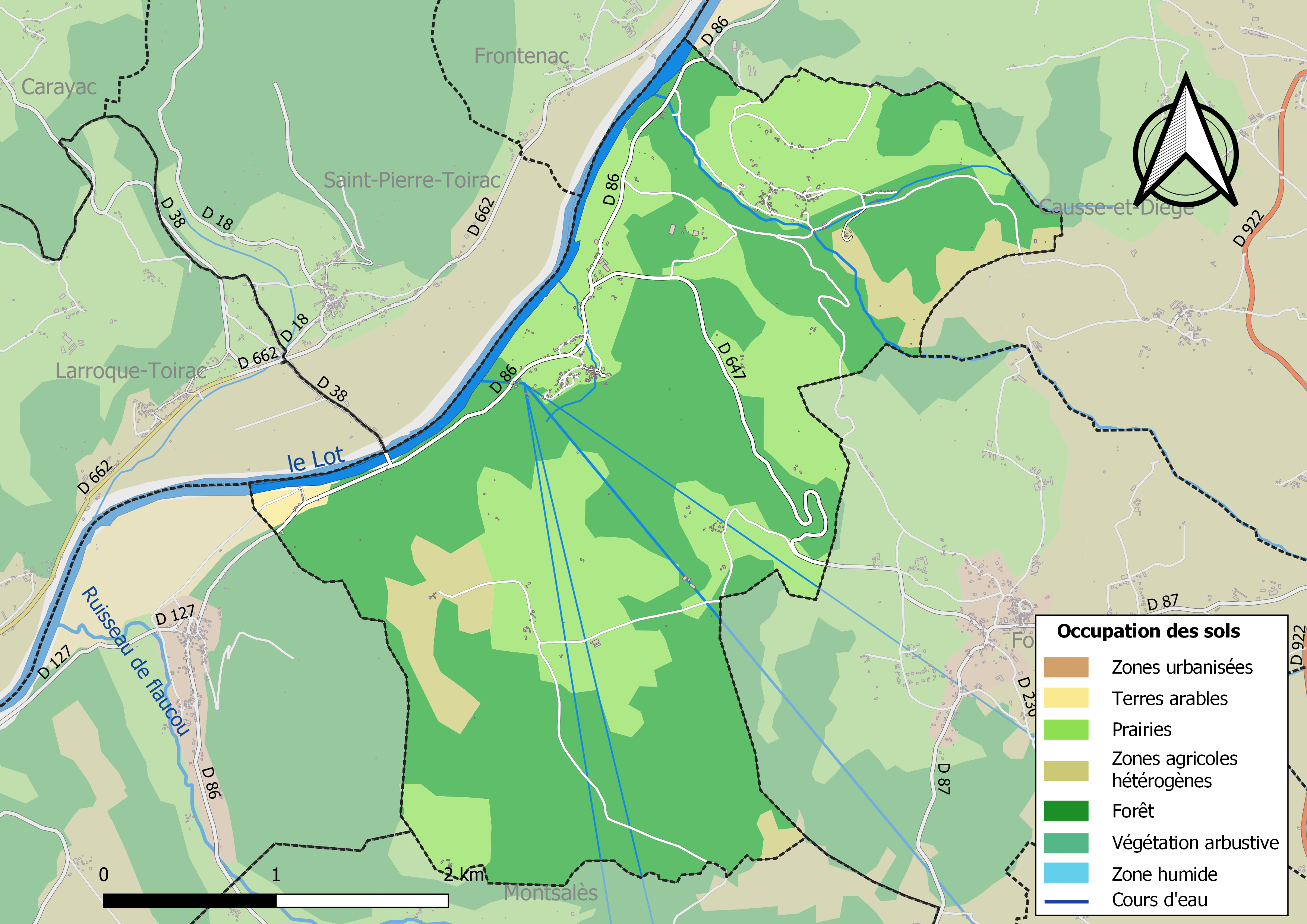
Infrastructures et occupation des sols de la commune de Balaguier-d'Olt.

L'occupation des sols de la commune, telle qu'elle ressort de la base de données européenne d’occupation biophysique des sols Corine Land Cover (CLC), est marquée par l'importance des forêts et milieux semi-naturels (58,2 % en 2018), une proportion sensiblement équivalente à celle de 1990 (58,1 %). La répartition détaillée en 2018 est la suivante : 
forêts (58,2 %), prairies (33,7 %), zones agricoles hétérogènes (5,7 %), eaux continentales (1,8 %), terres arables (0,6 %).

### Planification
La loi SRU du 13 décembre 2000 a incité fortement les communes à se regrouper au sein d’un établissement public, pour déterminer les partis d’aménagement de l’espace au sein d’un SCoT, un document essentiel d’orientation stratégique des politiques publiques à une grande échelle. La commune est dans le territoire du SCoT du Pays de Figeac, dont le périmètre a été fixé en 2011, le projet a été arrêté par le comité syndical en 2015 puis, après enquête en mai 2016, approuvé en décembre 2016. La structure porteuse est le Pôle d'équilibre territorial et rural Figeac - Quercy - Vallée de la Dordogne, qui associe deux communautés de communes, notamment la communauté de communes Grand-Figeac, dont la commune est membre.
La commune avait engagé en 2017 l'élaboration d'une carte communale.

### Risques majeurs
Le territoire de la commune de Balaguier-d'Olt est vulnérable à différents aléas naturels : inondations, climatiques (hiver exceptionnel ou canicule), feux de forêts et séisme (sismicité très faible). Il est également exposé à un risque technologique, la rupture d'un barrage, et à un risque particulier, le risque radon,.

#### Risques naturels

Zones inondables de la commune de Balaguier-d'Olt.

Certaines parties du territoire communal sont susceptibles d’être affectées par le risque d’inondation par débordement du Lot. Les dernières grandes crues historiques, ayant touché plusieurs parties du département, remontent aux 3 et 4 décembre 2003 (dans les bassins du Lot, de l'Aveyron, du Viaur et du Tarn) et au 28 novembre 2014 (bassins de la Sorgues et du Dourdou). Ce risque est pris en compte dans l'aménagement du territoire de la commune par le biais du Plan de prévention du risque inondation (PPRI) Lot aval 3, approuvé le 6 avril 2010.
Le Plan départemental de protection des forêts contre les incendies découpe le département de l’Aveyron en sept « bassins de risque » et définit une sensibilité des communes à l’aléa feux de forêt (de faible à très forte). La commune est classée en sensibilité très forte.
Les mouvements de terrains susceptibles de se produire sur la commune sont soit des mouvements liés au retrait-gonflement des argiles, soit des effondrements liés à des cavités souterraines. Le phénomène de retrait-gonflement des argiles est la conséquence d'un changement d'humidité des sols argileux. Les argiles sont capables de fixer l'eau disponible mais aussi de la perdre en se rétractant en cas de sécheresse. Ce phénomène peut provoquer des dégâts très importants sur les constructions (fissures, déformations des ouvertures) pouvant rendre inhabitables certains locaux. La carte de zonage de cet aléa peut être consultée sur le site de l'observatoire national des risques naturels Géorisques. Une autre carte permet de prendre connaissance des cavités souterraines localisées sur la commune.

#### Risques technologiques
Dans le département de l'Aveyron on dénombre huit grands barrages susceptibles d’occasionner des dégâts en cas de rupture. La commune fait partie des 64 communes susceptibles d’être touchées par l’onde de submersion consécutive à la rupture d’un de ces barrages.

#### Risque particulier
Dans plusieurs parties du territoire national, le radon, accumulé dans certains logements ou autres locaux, peut constituer une source significative d’exposition de la population aux rayonnements ionisants. Toutes les communes du département sont concernées par le risque radon à un niveau plus ou moins élevé. La commune de Balaguier-d'Olt est classée à risque faible.

## Histoire
Plusieurs dolmens attestent de la présence des hommes sur la commune dès la Préhistoire.

## Politique et administration

### Découpage territorial
La commune de Balaguier-d'Olt est membre de la communauté de communes Grand-Figeac, un établissement public de coopération intercommunale (EPCI) à fiscalité propre créé le 1er janvier 2017 dont le siège est à Figeac. Ce dernier est par ailleurs membre d'autres groupements intercommunaux.
Sur le plan administratif, elle est rattachée à l'arrondissement de Villefranche-de-Rouergue, au département de l'Aveyron et à la région Occitanie. Sur le plan électoral, elle dépend du  canton de Lot et Montbazinois pour l'élection des conseillers départementaux, depuis le redécoupage cantonal de 2014 entré en vigueur en 2015, et de la deuxième circonscription de l'Aveyron  pour les élections législatives, depuis le dernier découpage électoral de 2010.

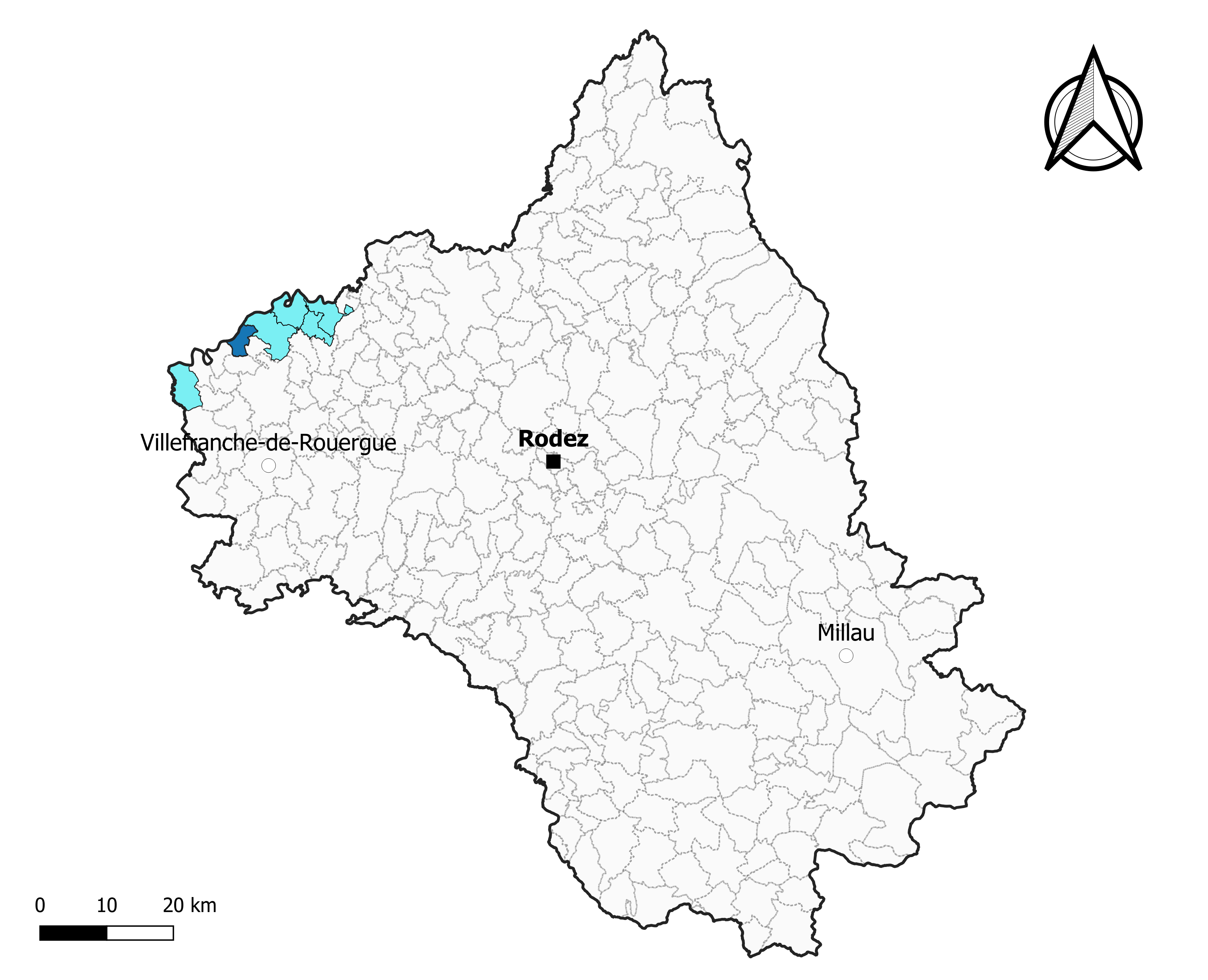
Balaguier-d'Olt dans l'intercommunalité en 2020.
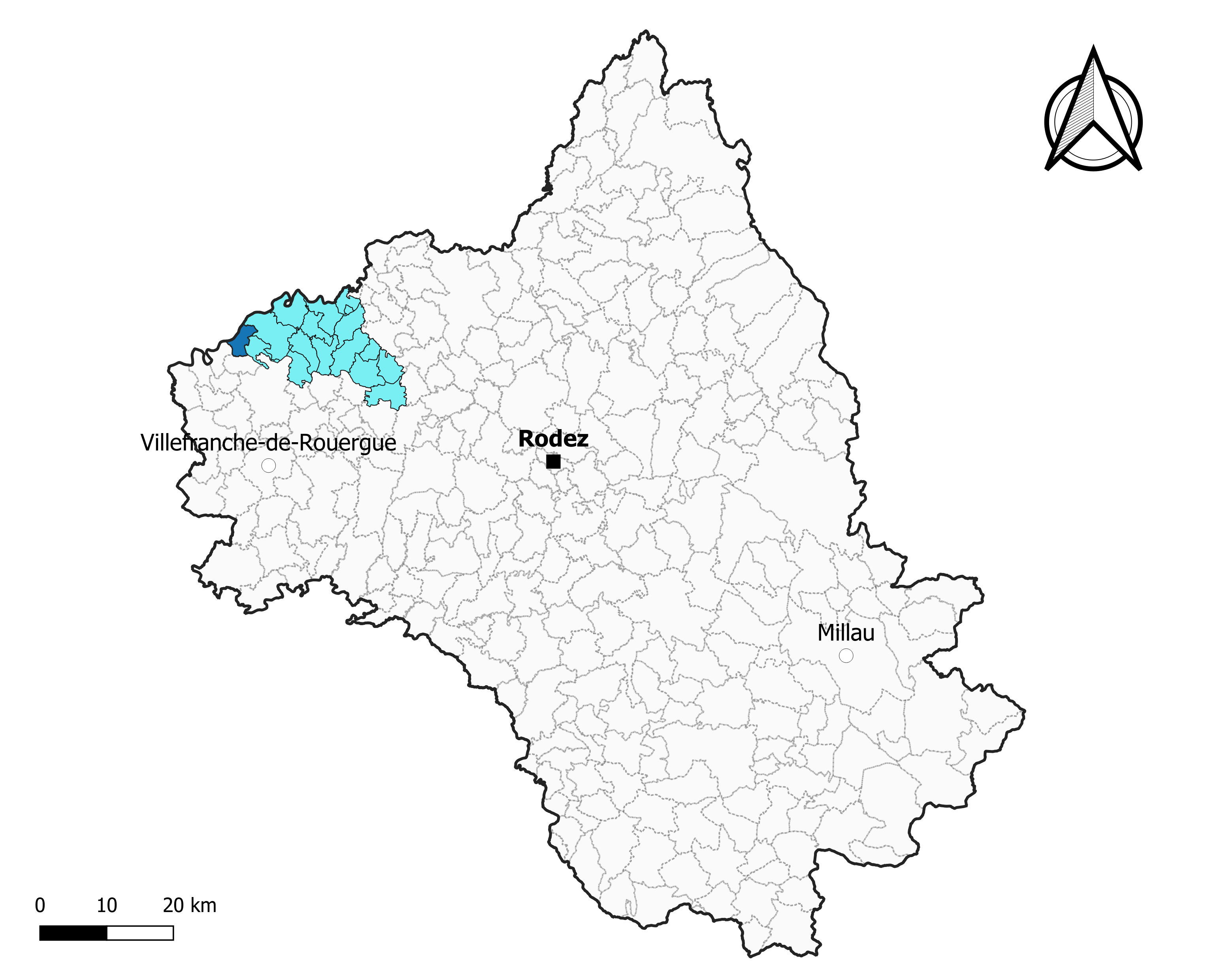
Balaguier-d'Olt dans le canton de Lot et Montbazinois en 2020.
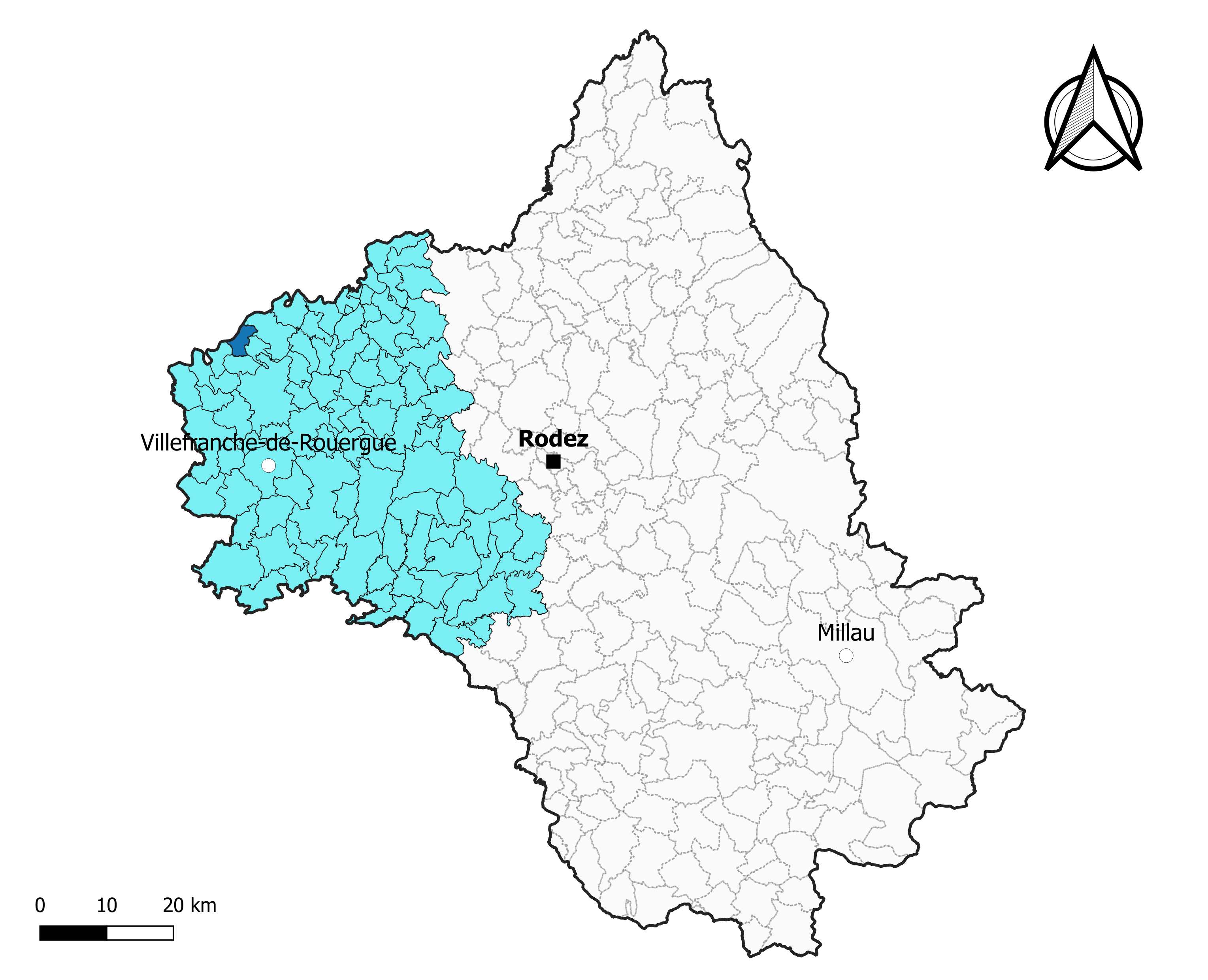
Balaguier-d'Olt dans l'arrondissement de Villefranche-de-Rouergue en 2020.

### Élections municipales et communautaires

#### Élections de 2020
Le conseil municipal de Balaguier-d'Olt, commune de moins de 1 000 habitants, est élu au scrutin majoritaire plurinominal à deux tours avec candidatures isolées ou groupées et possibilité de panachage. Compte tenu de la population communale, le nombre de sièges à pourvoir lors des élections municipales de 2020 est de 11. La totalité des onze candidats en lice est élue dès le premier tour, le 15 mars 2020, avec un taux de participation de 78,92 %.
Yves Ville, maire sortant, est réélu pour un nouveau mandat le 25 mai 2020.
Dans les communes de moins de 1 000 habitants, les conseillers communautaires sont désignés parmi les conseillers municipaux élus en suivant l’ordre du tableau (maire, adjoints puis conseillers municipaux) et dans la limite du nombre de sièges attribués à la commune au sein du conseil communautaire. Un siège est attribué à la commune au sein de la communauté de communes Grand-Figeac.

#### Liste des maires
| Période                                  | Période  | Identité      | Étiquette | Qualité      |
| ---------------------------------------- | -------- | ------------- | --------- | ------------ |
| 2001                                     | 2008     | Claude Roques |           |              |
| 2008                                     | En cours | Yves Ville,   |           | Ancien cadre |
| Les données manquantes sont à compléter. |          |               |           |              |

## Démographie
L'évolution du nombre d'habitants est connue à travers les recensements de la population effectués dans la commune depuis 1793. Pour les communes de moins de 10 000 habitants, une enquête de recensement portant sur toute la population est réalisée tous les cinq ans, les populations de référence des années intermédiaires étant quant à elles estimées par interpolation ou extrapolation. Pour la commune, le premier recensement exhaustif entrant dans le cadre du nouveau dispositif a été réalisé en 2004.

En 2022, la commune comptait 175 habitants, en évolution de +14,38 % par rapport à 2016 (Aveyron : +0,37 %, France hors Mayotte : +2,11 %).
| 1793 | 1800 | 1841 | 1846 | 1851 | 1856 | 1861 | 1866 | 1872 |
| ---- | ---- | ---- | ---- | ---- | ---- | ---- | ---- | ---- |
| 485  | 414  | 619  | 632  | 635  | 619  | 621  | 578  | 574  |

| 1876 | 1881 | 1886 | 1891 | 1896 | 1901 | 1906 | 1911 | 1921 |
| ---- | ---- | ---- | ---- | ---- | ---- | ---- | ---- | ---- |
| 536  | 516  | 531  | 510  | 415  | 377  | 340  | 316  | 256  |

| 1926 | 1931 | 1936 | 1946 | 1954 | 1962 | 1968 | 1975 | 1982 |
| ---- | ---- | ---- | ---- | ---- | ---- | ---- | ---- | ---- |
| 251  | 221  | 238  | 214  | 163  | 113  | 115  | 119  | 160  |

| 1990 | 1999 | 2004 | 2006 | 2009 | 2014 | 2019 | 2022 | - |
| ---- | ---- | ---- | ---- | ---- | ---- | ---- | ---- | - |
| 150  | 143  | 144  | 148  | 129  | 154  | 181  | 175  | - |

## Économie

### Revenus
En 2018  (données Insee publiées en septembre 2021), la commune compte 69 ménages fiscaux, regroupant 148 personnes. La médiane du revenu disponible par unité de consommation est de 19 750 € (20 640 € dans le département).

### Emploi
| Division       | 2008  | 2013  | 2018  |
| -------------- | ----- | ----- | ----- |
| Commune        | 6,7 % | 9,8 % | 7 %   |
| Département    | 5,4 % | 7,1 % | 7,1 % |
| France entière | 8,3 % | 10 %  | 10 %  |

En 2018, la population âgée de 15 à 64 ans s'élève à 109 personnes, parmi lesquelles on compte 73 % d'actifs (66,1 % ayant un emploi et 7 % de chômeurs) et 27 % d'inactifs,. En  2018, le taux de chômage communal (au sens du recensement) des 15-64 ans est inférieur à celui de la France et département, alors qu'en 2008 il était supérieur à celui du département et inférieur à celui de la France.
La commune fait partie de la couronne de l'aire d'attraction de Figeac, du fait qu'au moins 15 % des actifs travaillent dans le pôle,. Elle compte 30 emplois en 2018, contre 20 en 2013 et 20 en 2008. Le nombre d'actifs ayant un emploi résidant dans la commune est de 74, soit un indicateur de concentration d'emploi de 40,4 % et un taux d'activité parmi les 15 ans ou plus de 52,4 %.
Sur ces 74 actifs de 15 ans ou plus ayant un emploi, 20 travaillent dans la commune, soit 27 % des habitants. Pour se rendre au travail, 92,3 % des habitants utilisent un véhicule personnel ou de fonction à quatre roues, 1,3 % s'y rendent en deux-roues, à vélo ou à pied et 6,4 % n'ont pas besoin de transport (travail au domicile).

### Activités hors agriculture
13 établissements sont implantés  à Balaguier-d'Olt au 31 décembre 2019.
Le secteur de la construction est prépondérant sur la commune puisqu'il représente 30,8 % du nombre total d'établissements de la commune (4 sur les 13 entreprises implantées  à Balaguier-d'Olt), contre 13 % au niveau départemental.

### Agriculture
|               | 1988 | 2000 | 2010 | 2020 |
| ------------- | ---- | ---- | ---- | ---- |
| Exploitations | 16   | 5    | 2    | 5    |
| SAU (ha)      | 286  | 169  | 165  | 531  |

La commune est dans le Bas Quercy, une petite région agricole occupant l'extrême-ouest du département de l'Aveyron. En 2020, l'orientation technico-économique de l'agriculture  sur la commune est l'élevage d'équidés et/ou d' autres herbivores. Cinq exploitations agricoles ayant leur siège dans la commune sont dénombrées lors du recensement agricole de 2020 (16 en 1988). La superficie agricole utilisée est de 531 ha,,.

## Culture locale et patrimoine

### Lieux et monuments
- Les monuments les plus anciens sont les dolmens préhistoriques.
- Église Saint-Martin de Vernet-le-Bas de style roman : le clocher date du XIIe siècle, et présente des chapiteaux romans sur trois côtés. À l'intérieur de l'église, un autel roman  Inscrit MH (1942)[53], est encore conservé dans une des chapelles latérales. Il est sculpté dans du grès et présente des décors à entrelacs.